# NGC 555
NGC 555 è una lontana galassia lenticolare situata nella costellazione della Balena a una distanza di circa 480 milioni di anni luce dalla nostra Via Lattea.

## Scoperta
NGC 555 è stata scoperta nel 1886 dall'astronomo statunitense Frank Muller.